# 랠프 로런
랠프 로런(영어: Ralph Lauren, 1939년 10월 14일 ~ )은 미국의 패션 디자이너이다. 패션 브랜드 랄프 로렌 코퍼레이션을 설립하였다. 2019년 7월 기준으로, 포브스는 그의 재산을 65억달러(약 7조7천억원, 세계 215위)로 추정한다.

## 생애
1939년 뉴욕 브롱크스에서 아슈케나즈 유대인 이민자 집안에서 태어났다. 러시아계 유대인이라고도 한다.
브룩스 브라더스 매디슨 에비뉴 점포에서 영업직원으로 취직해, 십대부터 의류산업에 종사했다. 뉴욕 시립 대학교(CUNY) 버룩 칼리지를 중퇴한 후 본격적으로 패션계에 뛰어들었다. 엠파이어 스테이트 빌딩의 작은 공간에서 넥타이를 만들어 뉴욕의 작은 상점들에 판매해 오다가, 뉴욕 니먼 마커스 백화점에서 1,200개의 대량 주문을 받으며 첫 성공을 맛본다. 이후 폴로(Polo)라는 이름의 넥타이가 인기를 끌면서 1968년엔 남성복으로 사업을 확대한다.
1973년 니먼 마커스 패션 어워드를 수상했다. 패션계의 오스카상으로, 세계 최고 패션상으로 꼽힌다. 샤넬, 이브 생로랑, 페라가모, 아르마니 등 전세계에 유명한 패션 명품들은 대부분 이 상을 받은 디자이너의 이름을 브랜드명으로 사용한다.

## 관련 보도
미국 민주당 대선후보 힐러리 클린턴은 2016년 미국 대선에서 중요한 순간마다 랄프 로렌을 입었다.
미국의 랄프 로렌, 리바이스, 포에버 21, 스페인의 자라, 영국의 버버리 등 세계적인 명품 의류업체들의 중국 하청 업체 공장에 북한 노동자들이 대거 고용돼 일하고 있다.
2016년 미국 온라인 명품 의류 시장에서 랄프 로렌이 점유율 19.2%로 1위, 마이클 코어스가 18.5%로 2위, 코치가 12.0%로 3위를 차지했다.

## 서훈
- 2017년 대영 제국 훈장 2등급 명예장(honorary KBE, 외국인대상 정원외)[주 1][7]

## 참고 문헌

### 내용주
1. ↑  훈장 전달은 2019년 6월 20일에 되었으나, 서훈 대상자로 발표된 것은 2017년이다.

### 참조주
1. ↑  “Ralph Lauren”. 《포브스》. 2019년 7월 28일.
2. ↑  양영경 (2014년 10월 13일). “[슈퍼리치-이슈] ‘내이름이 보증수표’…이름걸고 대박난 패션계 슈퍼리치”. 헤럴드경제.
3. ↑  박영환 (2016년 10월 11일). “힐러리 클린턴은 '랄프 로렌'을 입는다”. 경향신문.
4. ↑  배상은 (2016년 5월 18일). “"랄프로렌, 버버리 中하청 공장에 北노동자 대거 고용"”. 뉴스1.
5. ↑  김영석 (2016년 5월 18일). ““캘빈 클라인,리바이스,버버리...”유명 의류 중국 하청업체,北노동자 대거 고용”. 국민일보.
6. ↑  장병창 (2016년 9월 30일). “美 온라인 시장 명품 의류 점유율 1위 ‘랄프로렌’”. 어패럴뉴스. 2016년 10월 16일에 원본 문서에서 보존된 문서.
7. ↑  영국 정부 (2017년 6월 21일). “Honorary British awards to foreign nationals 2017”. 《gov.uk》.